# Tête universelle
Pour les articles homonymes, voir LNB.

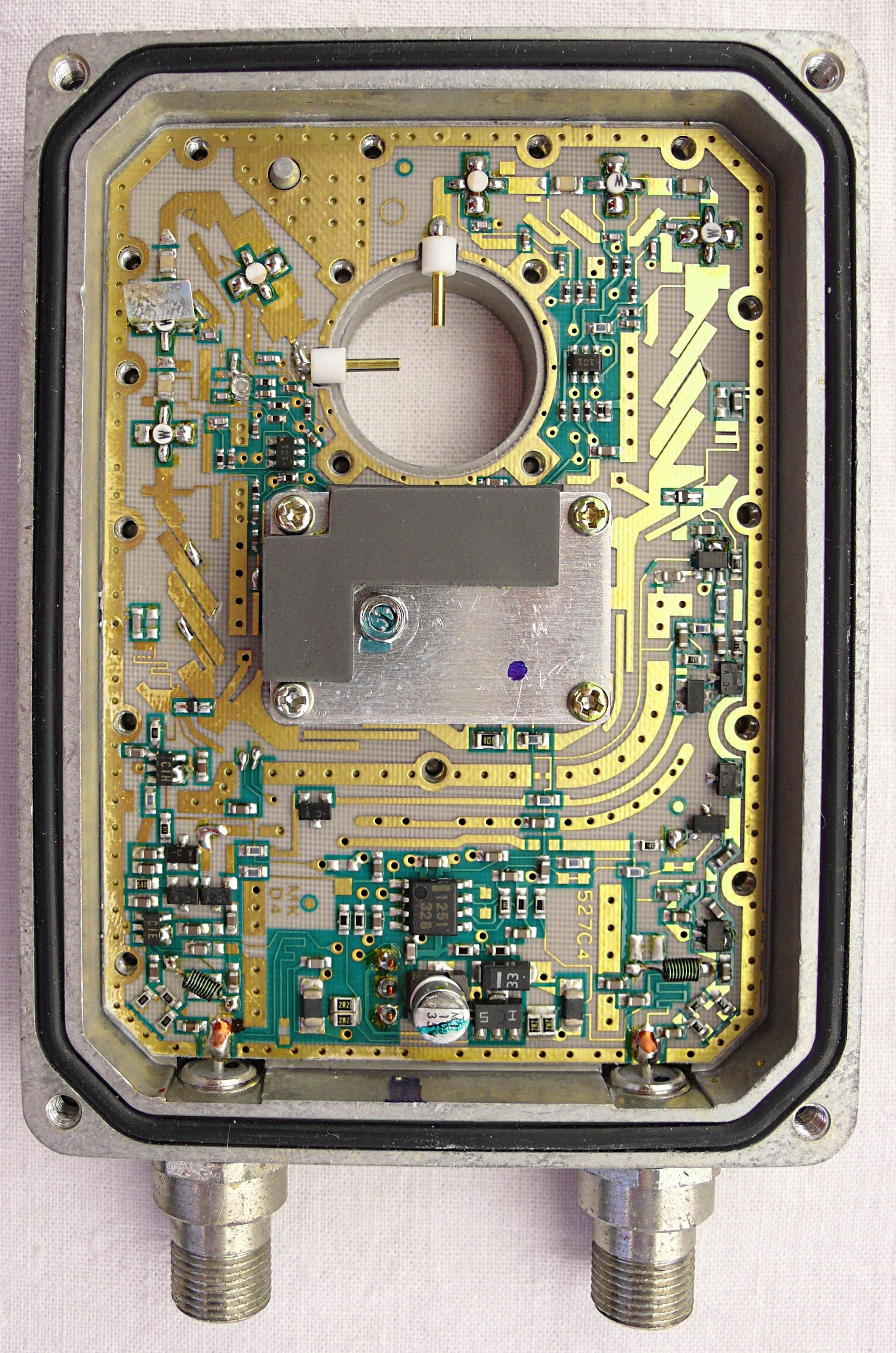
Tête universelle - bande Ku.

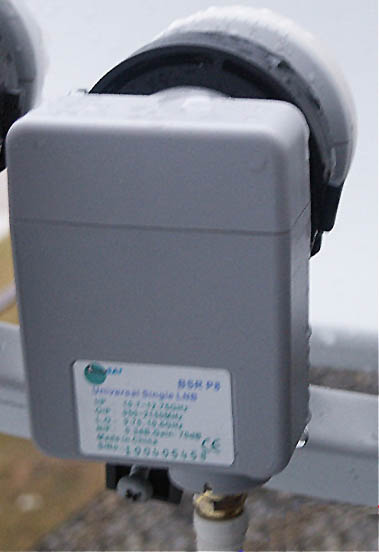
Tête universelle - bande Ku.

Une tête universelle (parfois appelée universal LNB ou low noise block-converter en anglais) est un boîtier contenant un pré-amplificateur et un convertisseur de signaux radio de la bande Ku (dans laquelle émettent en Europe le plus souvent les satellites de radio diffusion) vers la bande BIS (de fréquence plus basse, que peut transporter le câble coaxial et dans laquelle les récepteurs satellite sont capables de traiter efficacement le signal). Elle est dite universelle car permettant de sélectionner la polarisation (horizontale ou verticale) et le segment de bande Ku (basse ou haute) variant selon le programme qu'on souhaite recevoir. On l'utilise le plus souvent montée sur un réflecteur (communément appelé antenne parabolique), qui peut accueillir plusieurs têtes universelles. Dans cette configuration, un commutateur permet alors de choisir la tête dont le signal sera transmis par le câble coaxial jusqu'au récepteur satellite.

## Description

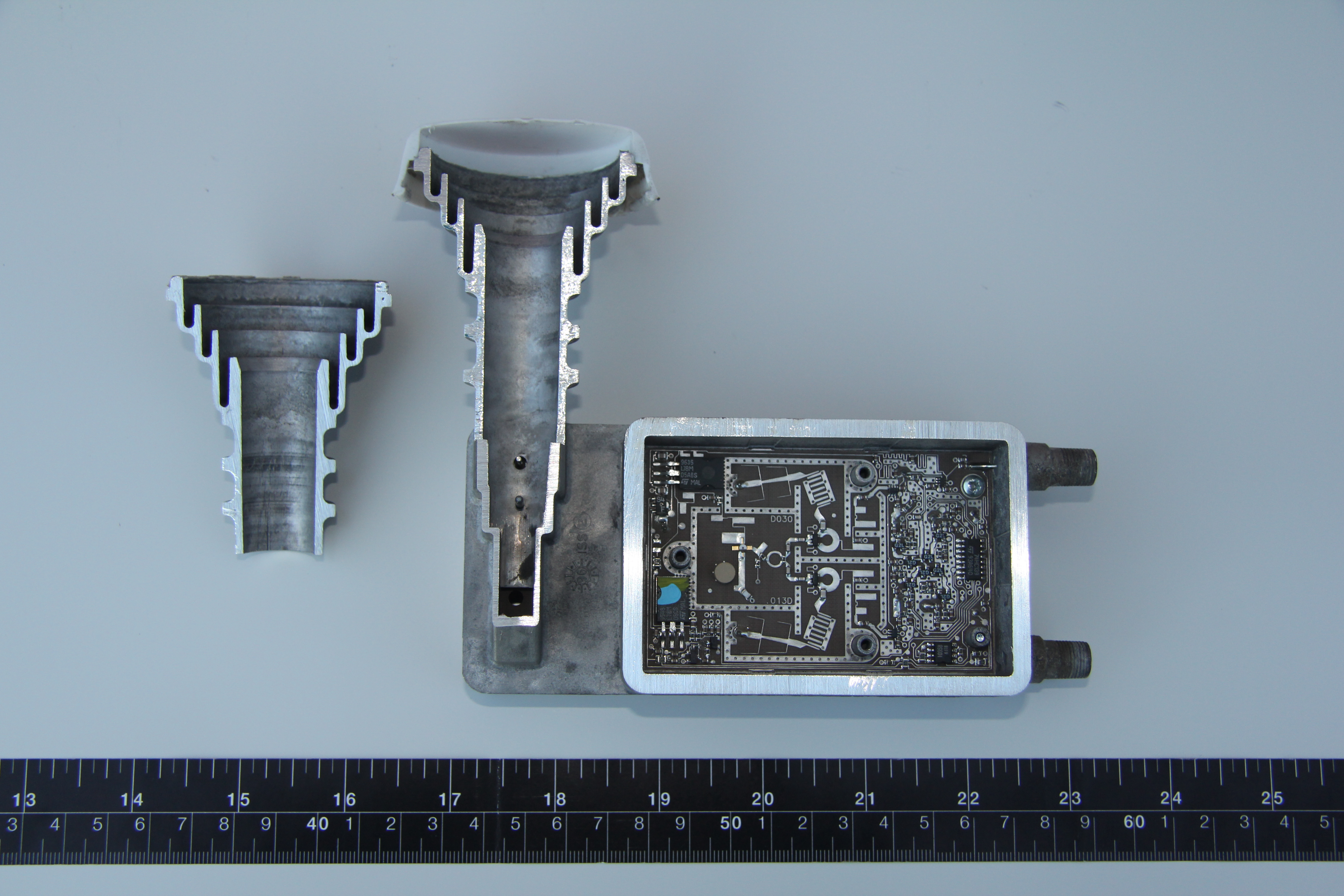
Coupe transversale dans une tête LNB.

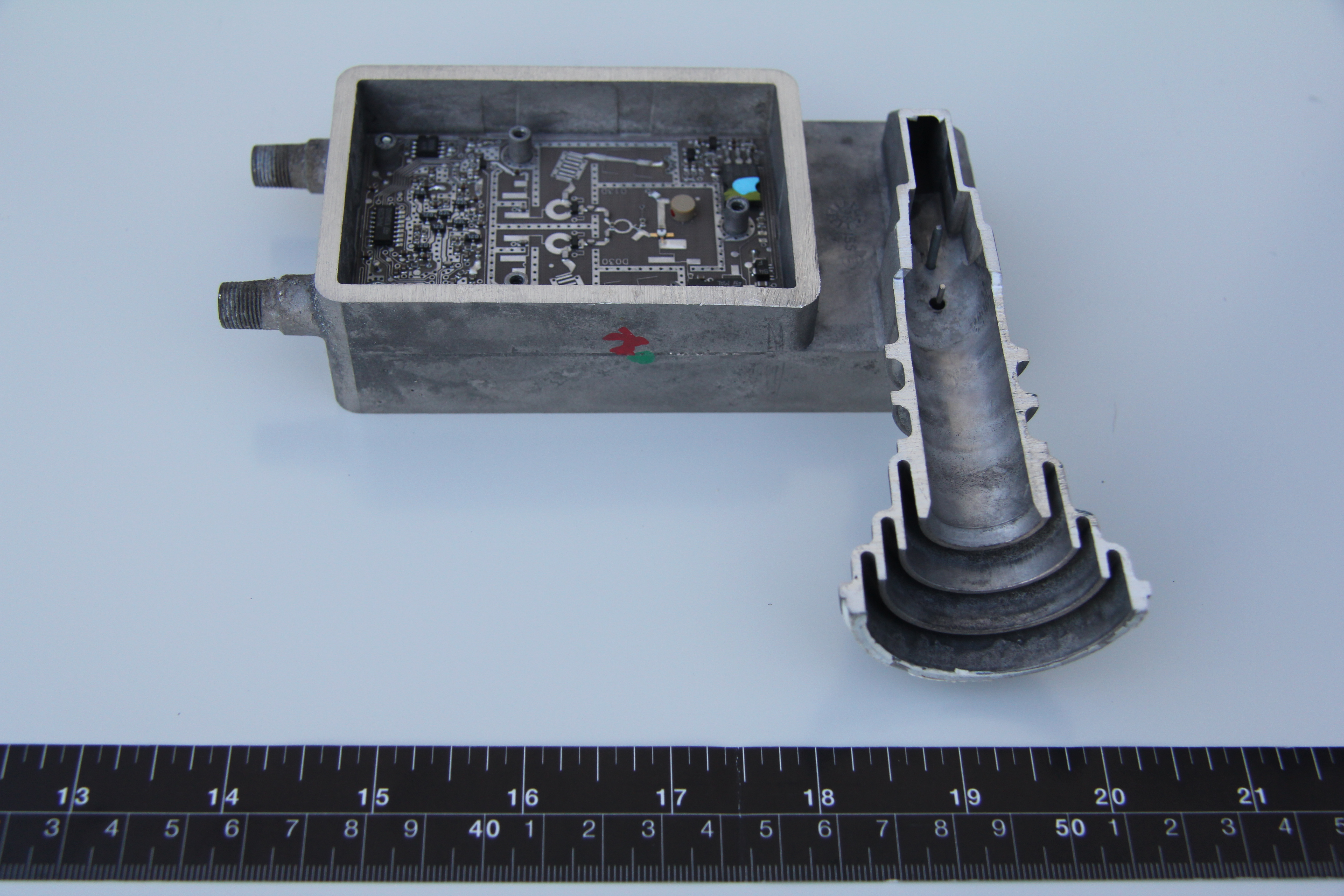
Visualisation de l'antenne réceptrice à l'intérieur du cornet amplificateur d'une LNB.

Lorsqu'elle est dédiée à la bande Ku, la tête universelle reçoit la bande de fréquences allant de 10,7 à 12,75 GHz. Les signaux reçus sont amplifiés et leur fréquence abaissée de l'ordre d'un facteur 10, pour permettre leur transport par câble coaxial jusqu'au récepteur avec une atténuation moins prononcée : c'est un oscillateur local fonctionnant à 9,75 ou 10,6 GHz qui transpose la fréquence par superhétérodyne dans la bande BIS allant de 950 à 2150 MHz.
L'alimentation électrique de la tête universelle provient d'une tension continue directement fournie par le récepteur à l'autre bout du câble coaxial (cette tension d'alimentation en courant continu se superpose au signal d'antenne à fréquence élevée dans le même câble). Selon la polarisation d'antenne, verticale ou horizontale, que l'on désire faire sélectionner par la tête universelle, le récepteur applique une tension d'alimentation de 13 ou 18 volts. De plus, pour commander à la tête de transposer dans la bande BIS la partie basse (10,7–11,7 GHz) ou la partie haute (11,7–12,75 GHz) de la bande Ku, une tonalité de 22 kHz peut encore être superposée par le récepteur aux 13/18 volts qu'il émet. Le tableau suivant récapitule les combinaisons possibles de ces deux types de commandes.
| Tension appliquée | Tonalité appliquée | Fréquence de l'oscillateur local | Polarisation choisie | Segment de bande Ku choisie    | Transposition vers bande BIS |
| ----------------- | ------------------ | -------------------------------- | -------------------- | ------------------------------ | ---------------------------- |
| 13 V              | 0 kHz              | 9,75 GHz                         | Verticale            | Segment bas (10,70-11,70 GHz)  | 950-1950 MHz                 |
| 18 V              | 0 kHz              | 9,75 GHz                         | Horizontale          | Segment bas (10,70-11,70 GHz)  | 950-1950 MHz                 |
| 13 V              | 22 kHz             | 10,60 GHz                        | Verticale            | Segment haut (11,70-12,75 GHz) | 1100-2150 MHz                |
| 18 V              | 22 kHz             | 10,60 GHz                        | Horizontale          | Segment haut (11,70-12,75 GHz) | 1100-2150 MHz                |

Enfin les têtes universelles peuvent intégrer ou être associées à un commutateur à la norme DiSEqC pour permettre au récepteur de sélectionner celle dont il choisit de recevoir le signal. Cette configuration se rencontre sur les têtes universelles monobloc, les installations multi-foyers (cf. § "Alternatives en Europe"), ou encore les paraboles motorisées et orientables.
La nécessité de commander la tête universelle par différents signaux, faisant d'elle un dispositif actif, explique pourquoi il n'est pas possible de connecter d'emblée plusieurs récepteurs à une seule et même tête. Ce ne serait possible que si les fonctions « universelles » de la tête n'étaient pas utilisées, c'est-à-dire si tous les récepteurs recevaient tous leurs programmes dans le même segment de bande Ku et avec la même polarisation. Cette situation ne se rencontre pas en Europe.
En rendant encore un peu plus complexe la tête universelle, il est possible de résoudre cette contrainte sans équipement actif supplémentaire pour les installations regroupant moins d'une dizaine de récepteurs. Plusieurs récepteurs pourront être branchés simultanément sur une même tête universelle lorsque celle-ci possède autant de sorties qu'il y a de récepteurs ; un commutateur intégré à la tête commute indépendamment vers chaque récepteur les signaux selon la polarisation et la bande de fréquence que chacun demande, sans interférer avec les autres récepteurs.

## Autres convertisseurs
Les plus grosses antennes paraboliques (typiquement deux ou trois mètres en diamètre) utilisent d'autres convertisseurs comme :
- Les têtes bande C 3,5 à 4,2 GHz
- Les têtes bande C 3,5 à 4,2 GHz et bande Ku 11,75 à 12,25 GHz intégrée
- Les têtes 2,3 à 2,7 GHz (parties de bande L et S.)
- Les têtes bande Ka 18.2 à 19.2 GHz et 20.2 à 22.2 GHz
- Les têtes bande Ka et bande Ku

## Alternatives en Europe
Une tête universelle dite « monobloc » autorise la réception de deux, trois ou quatre satellites sans qu'il soit nécessaire de mouvoir l'antenne par un moteur. Elle diffère de la tête universelle simple par la présence de deux, trois ou quatre cornets guides d'ondes, prépositionnés en usine pour viser chacun un satellite différent, tout en étant montés sur le même réflecteur. L'écartement entre les cornets est calculé en fonction de :
- la combinaison de satellites à recevoir, le plus souvent Hot Bird Eutelsat 13° Est et Astra 19,2° Est, espacés de 6° dans le ciel ;
- la combinaison des 3 satellites à recevoir, plus rare, mais pratique : Hot Bird Eutelsat 13° Est, Eutelsat 16° Est et Astra 19,2° Est, espacés de 3°+3°=6° dans le ciel ;
- la combinaison de 3 satellites à recevoir, plus rare : Eutelsat 7 ° Est, Eutelsat 10 ° Est et Hot Bird Eutelsat 13° Est, espacés de 3°+3°=6° dans le ciel ;
- la combinaison des 3 satellites à recevoir: Astra 1 - 19,2° Est, Astra 3 - 23,5° Est et Astra 2 - 28,2° Est, espacés de 4,3°+4,7°=9° dans le ciel ;
- la taille de la parabole, le plus souvent 80 cm, la règle étant que plus la parabole est large, plus elle permet de discriminer les signaux de satellites rapprochés ;
- la position sur Terre, ce paramètre étant négligeable pour les écarts existants sur le continent européen.

Ces têtes universelles monobloc intègrent systématiquement un commutateur à la norme DiSEqC, permettant au récepteur de sélectionner le cornet (et donc le satellite), dont il choisit de recevoir les signaux. Dans la pratique et concernant le cas le plus répandu de la tête monobloc 6° pour Hot Bird Eutelsat 13° Est et Astra 19,2° Est, la façon de monter la tête monobloc sur la parabole, les configurations internes par défaut tant des têtes que des récepteurs satellites disponibles sur le marché, aboutissent à capter Eutelsat le plus souvent sur la première entrée et Astra sur la seconde entrée (commandée par DiSEqC), mais il ne s'agit là que d'une convention héritée de la position historique d'Eutelsat. À noter : avec les terminaux locatifs (par exemple ceux du groupe Canal+ en France) qui ne gèrent pas la norme DiSEqC, une tête monobloc ne donnera accès qu'à un seul de ses cornets, le second satellite visé restant alors invisible.
Comme les têtes universelles simples, les têtes monobloc peuvent comporter plusieurs sorties, généralement jusqu'à quatre, pour être exploitées simultanément par autant de récepteurs. Là encore, leur commutateur interne joue son rôle, séparant les signaux depuis et vers chaque récepteur.
Enfin, des installations plus ambitieuses peuvent réunir davantage de têtes universelles sur un même réflecteur dont on exploite alors davantage de foyers ; ces réflecteurs sont équipés d'autant de têtes que de positions orbitales visées. Les réflecteurs toroïdaux de 90 cm permettront de discriminer des satellites écartés de 2 à 3°, ceux de 55 cm exigeront des écarts minimaux de 4 à 5°. À l'inverse, tous les réflecteurs ne supporteront pas le même écartement maximal entre les satellites : 15° sont conseillés pour les réflecteurs paraboloïdaux, environ 25° pour les réflecteurs elliptiques et 45° pour les toroïdaux.
Pour les installations mono-récepteur, l'alternative reste le recours à une parabole motorisée (commandée par un signal DiSEqC) pour viser le satellite désiré selon le programme choisi.

## Alternatives en Amérique
La bande de fréquences allouée à la télévision par satellite en Amérique est plus restreinte :

- Approximativement 11,75 GHz à 12,25 GHz pour les signaux de bande Ku de polarisation linéaire conventionnelle.
- 12,25 GHz à 12,75 GHz pour les signaux DBS (satellite à diffusion directe) de polarisation circulaire.

On peut même utiliser le signal de commutation 22 kHz pour autre chose (comme les commutateurs à deux positions SW22) si on utilise une de ces têtes alternatives pour la télévision nord-américaine au lieu de la tête universelle européenne :
- tête standard bande Ku, 11,75 à 12,25 GHz (qui utilise le 13/18 V pour sélectionner la polarisation mais n'a pas besoin du 22 kHz)
- tête à polarisation circulaire DBS (direct broadcast/satellite à diffusion direct - DirecTV, DiSH Network, Bell Télé) 12,25 GHz à 12,75 GHz
- tête « stacké » bande Ku, 11,75 à 12,25 GHz - signal de sortie contient les signaux de polarisation verticale et horizontale en même temps, utilisant la gamme 1000 MHz-1500 MHz pour la sortie de polarisation verticale et 1575 MHz-2075 MHz pour la polarisation horizontale
- tête « stacké » circulaire DBS, 12,25 à 12,75 GHz - signal de sortie contient les signaux de polarisation verticale et horizontale en même temps, les signaux de polarisation droite sortant à plus basse fréquence que les signaux de polarisation gauche
- tête à deux satellites (plusieurs versions, certains contenant des commutateurs intégrés, l'espacement entre satellites étant fixe selon le fournisseur de télé)
- tête à trois satellites « thriple » conçu spécifiquement pour le système HDTV de DirecTV (la troisième tête au centre ne peut capter que les dix canaux HDTV de DirecTV)